# عش الأزواج (مسلسل)
عش الأزواج هو مسلسل تلفزيوني عراقي عرض في عام 1994 .

## الممثلون
- عبد الجبار كاظم
- عواطف إبراهيم
- حياة حيدر
- قصي البصري
- مناف طالب
- طارق شاكر
- محسن العلي
- أنعام الربيعي
- سعدية الزيدي
- وجدي العاني
- سهام السبتي
- صادق الأطرقجي.[1]